# Jordaan (Amsterdam)

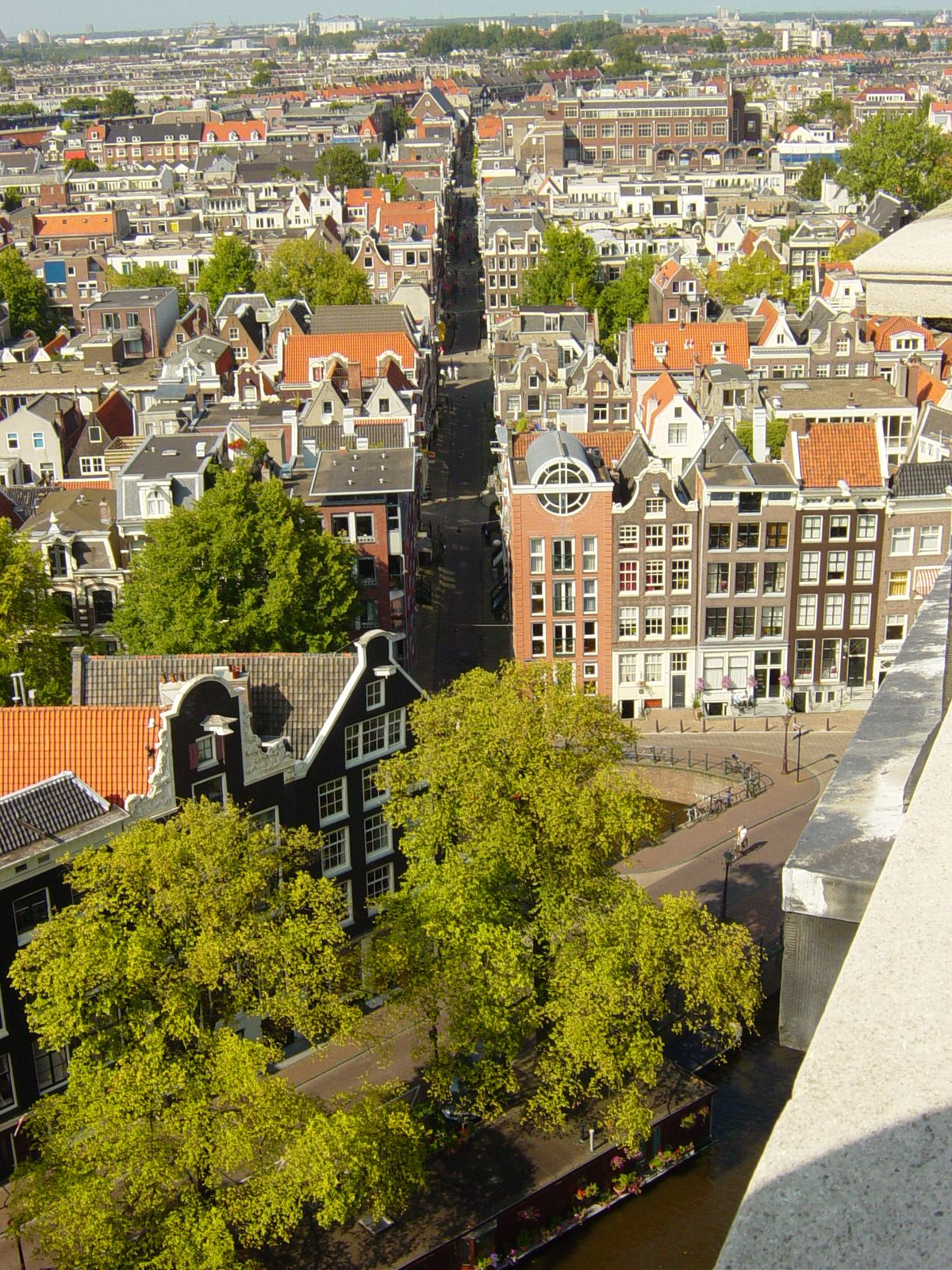
De Jordaan gezien vanaf de Westertoren

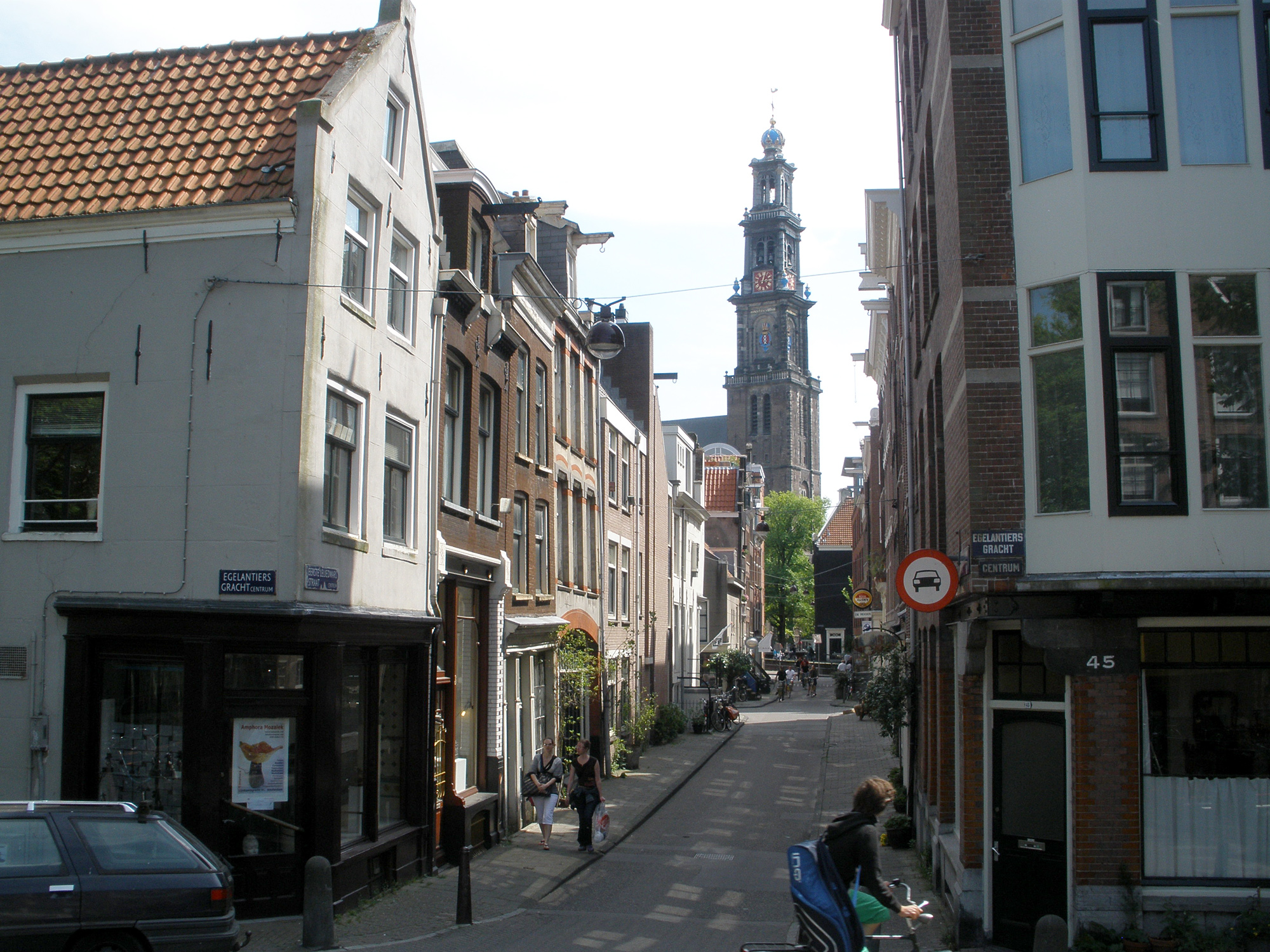
De Eerste Leliedwarsstraat met zicht op de Westerkerk

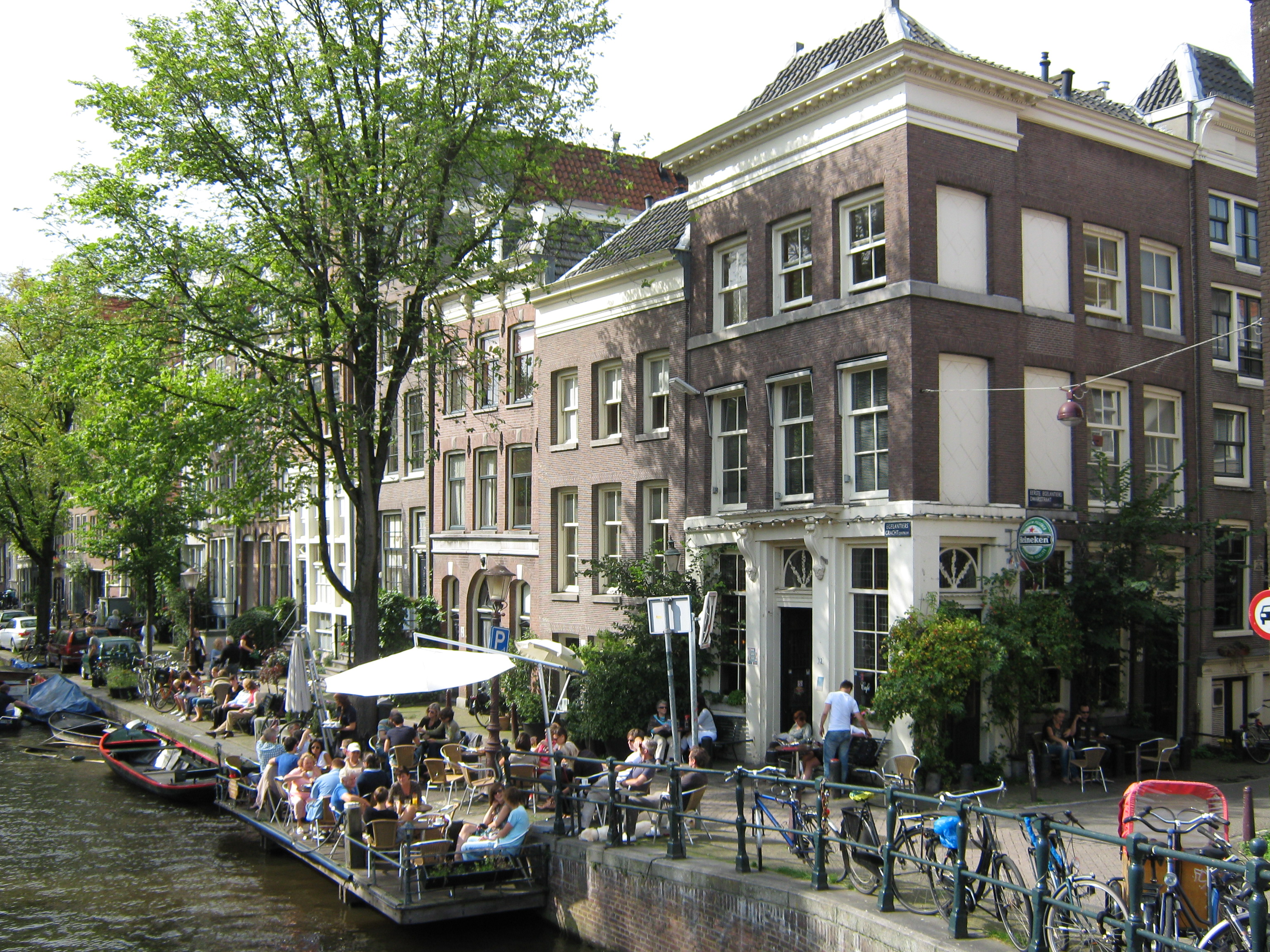
De Egelantiersgracht

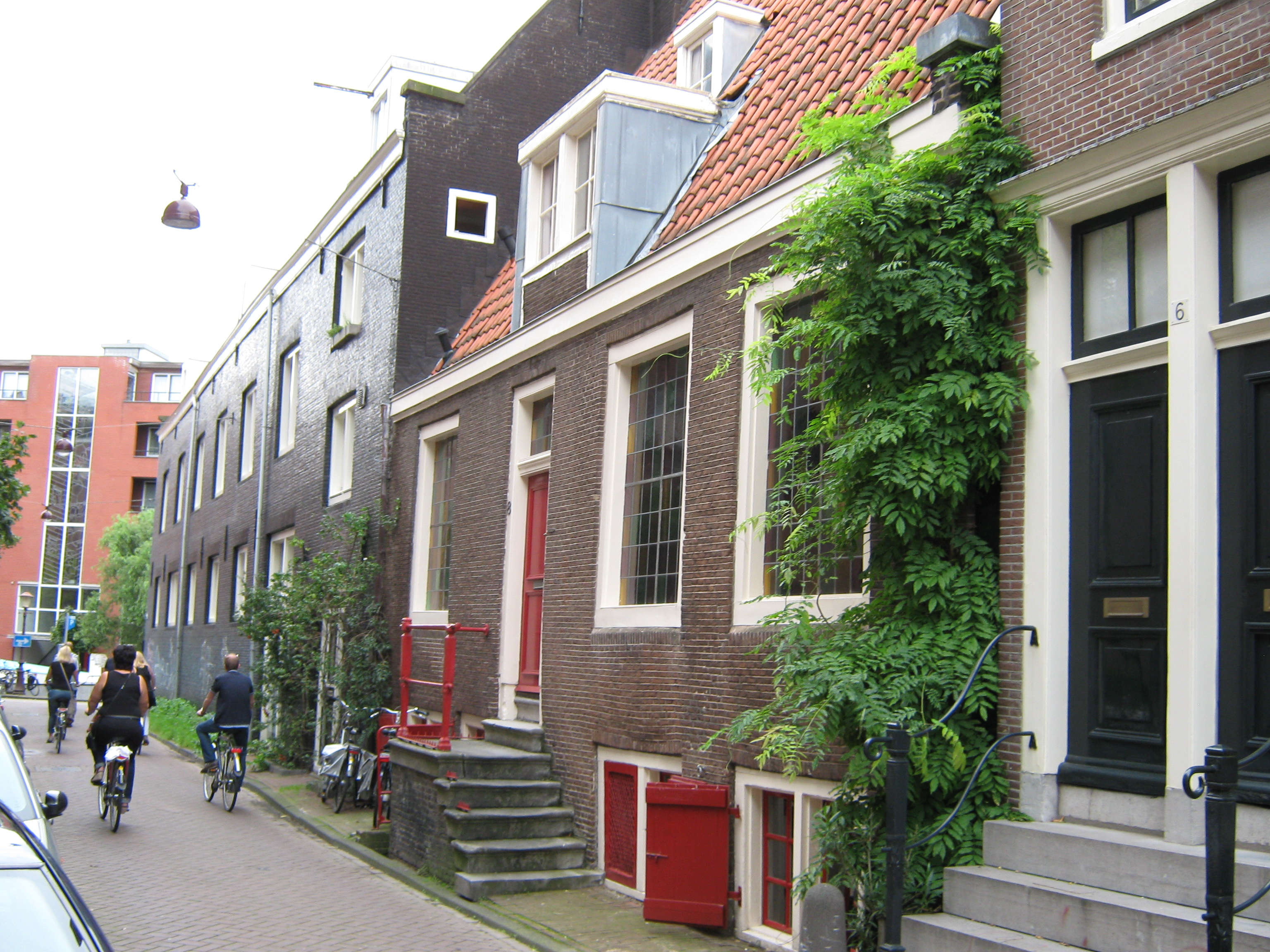
De Gietersstraat

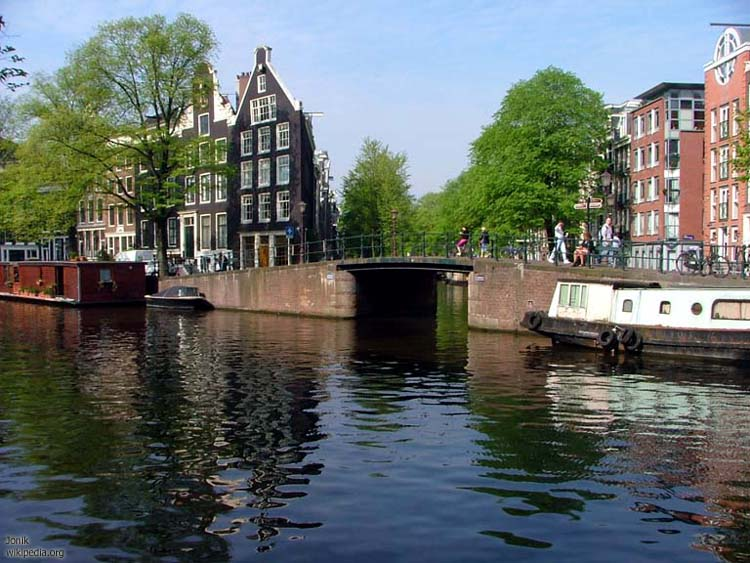
Het hoekhuis Bloemgracht / Prinsengracht heeft een scherpe hoek; de Jordaangrachten liggen scheef ten opzichte van de Prinsengracht.

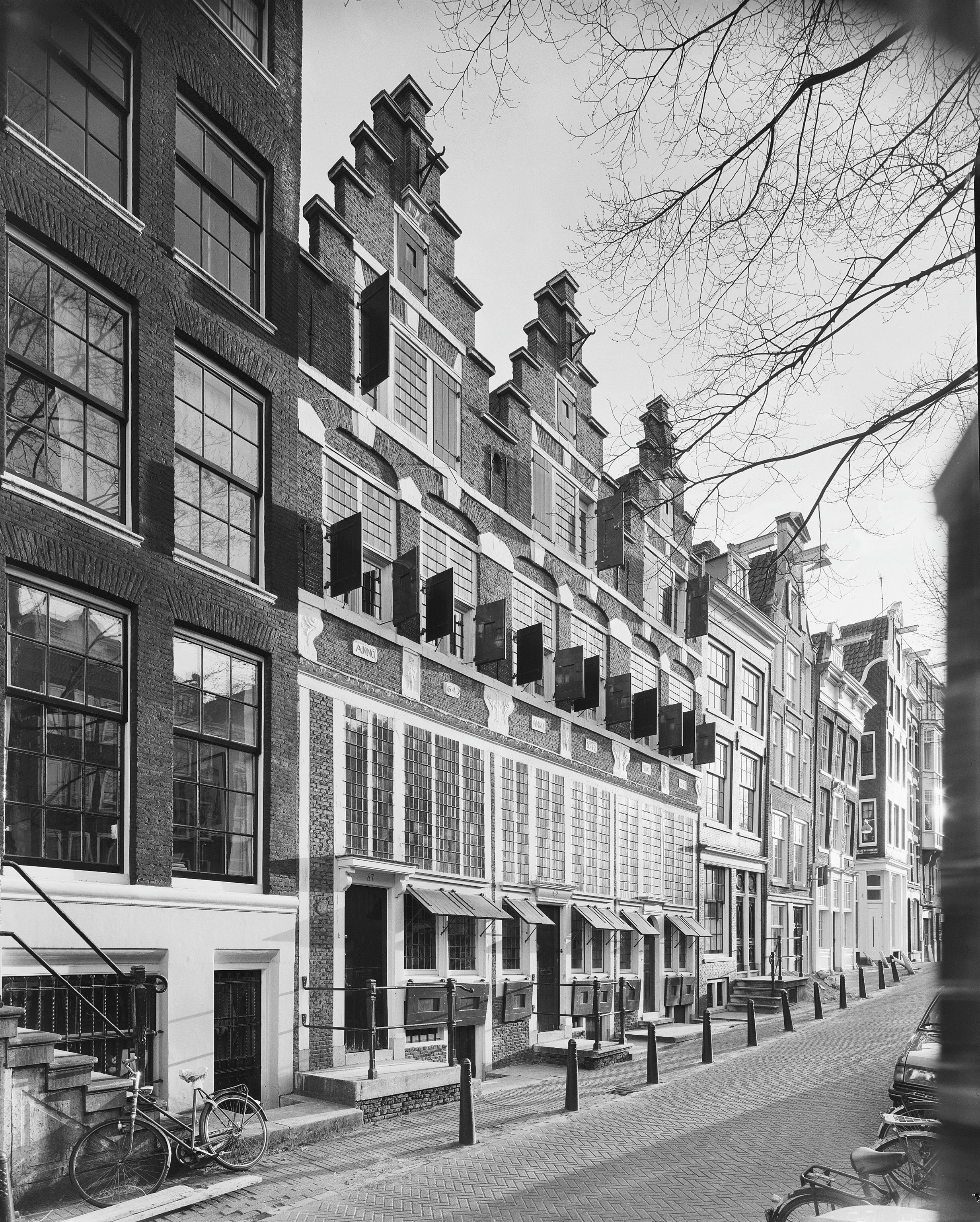
Een voorbeeld van hoe de huizen er in de 17e eeuw uitzagen. De drie panden Bloemgracht 87, 89 en 91 zijn gerestaureerd in oude staat.

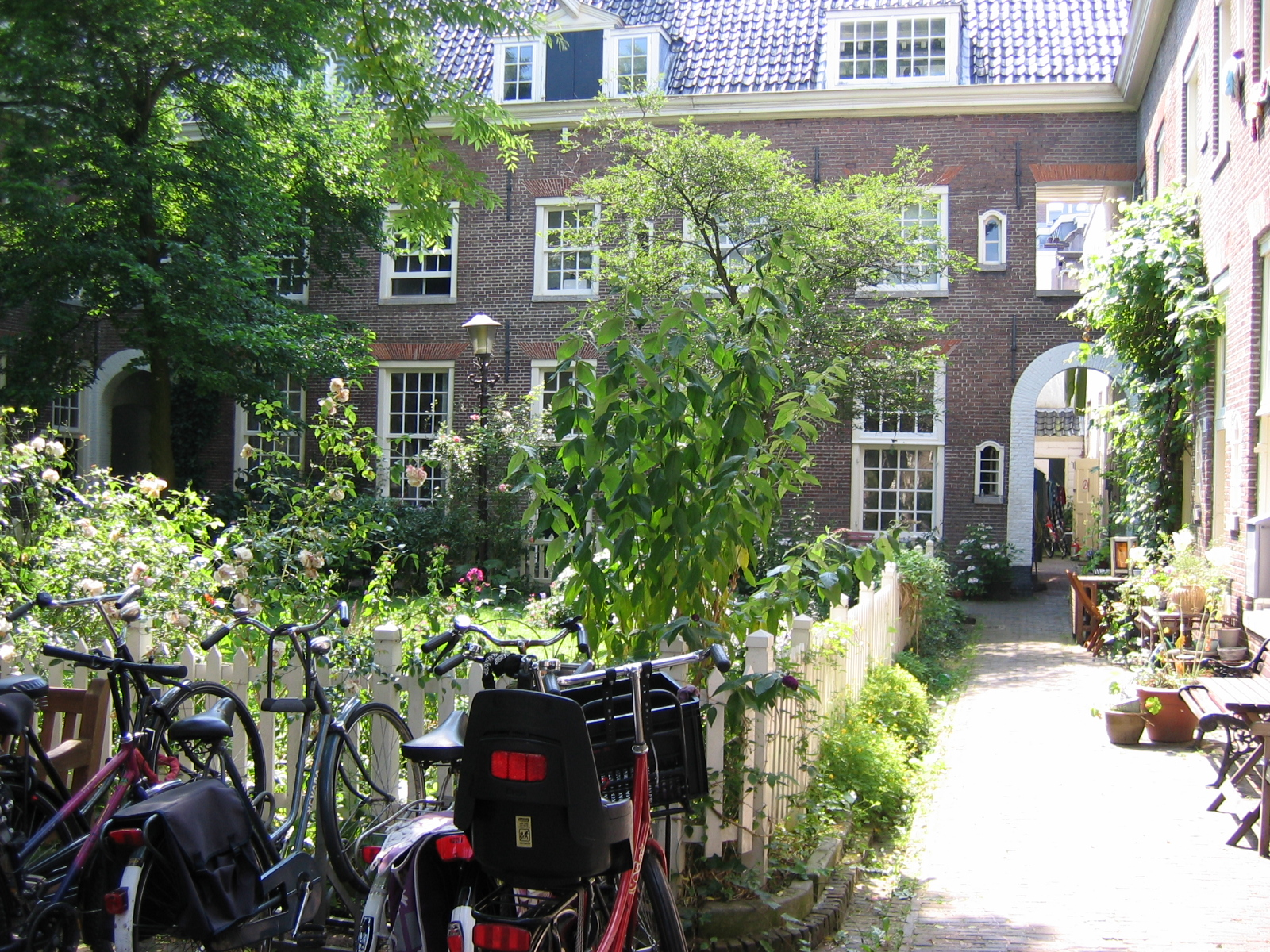
Huiszittenweduwenhof gebouwd in 1650, nu sociale-huurwoningen

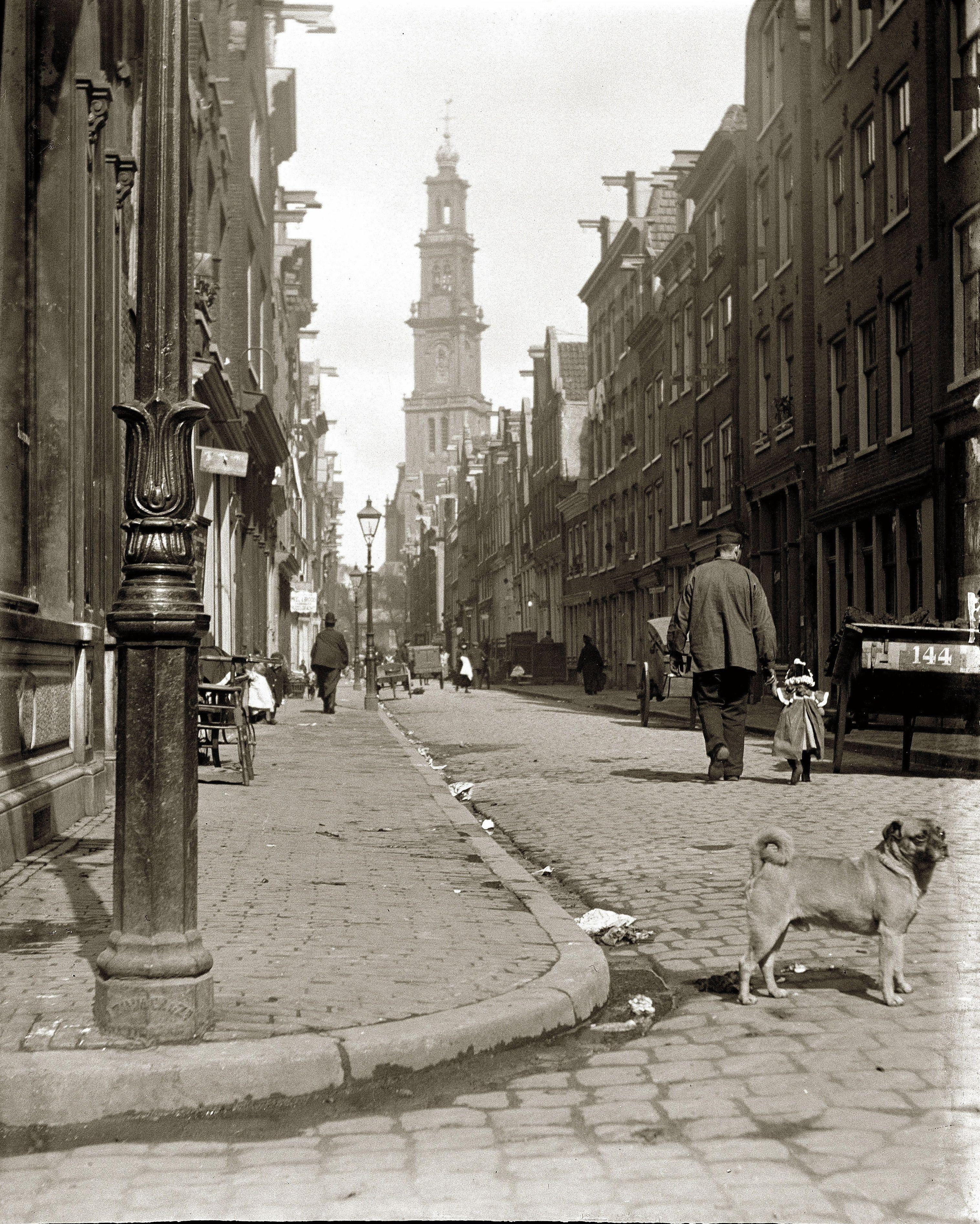
De Bloemstraat in 1902 met de Westertoren, foto: Jacob Olie.

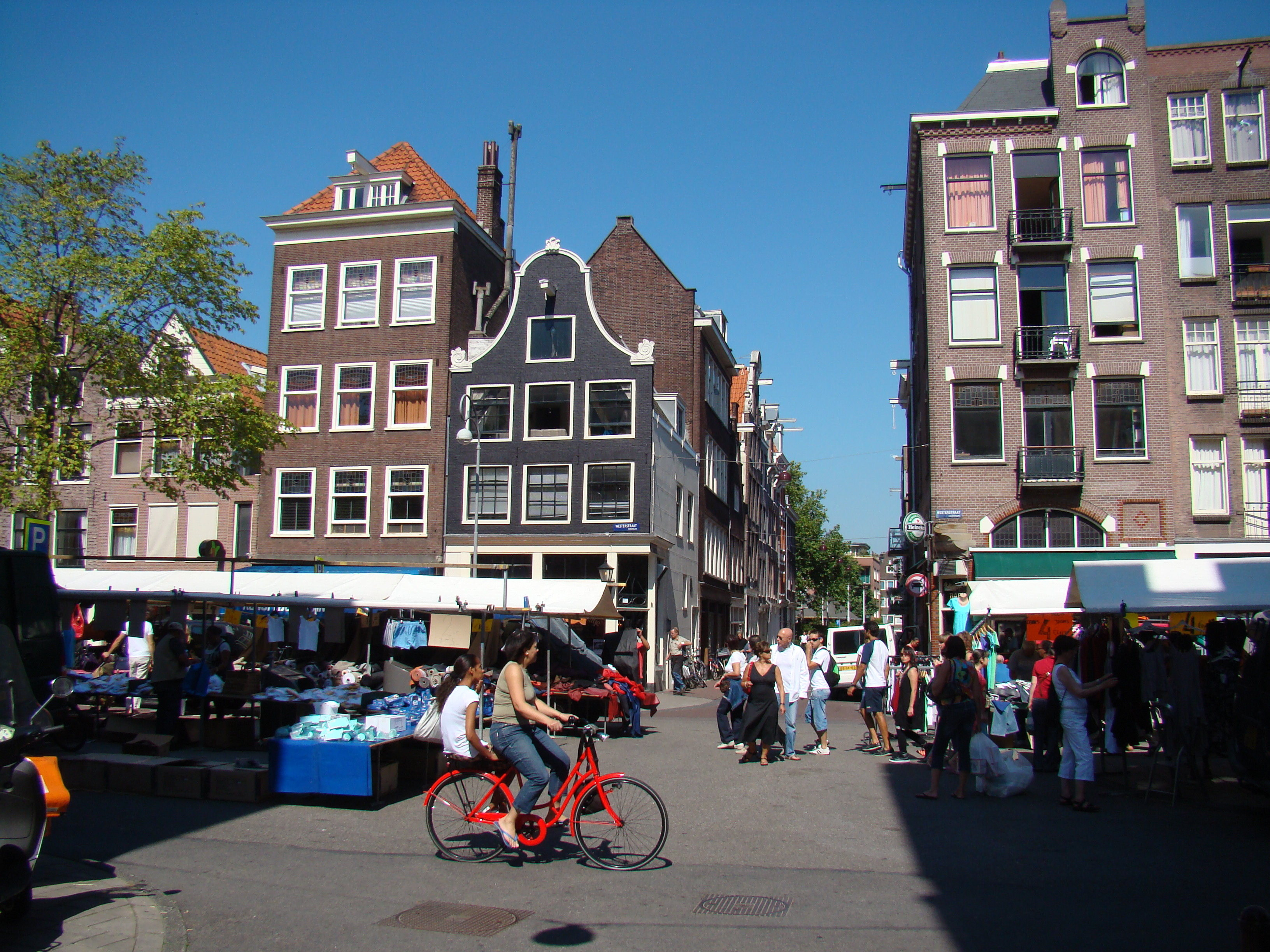
Markt in de Westerstraat

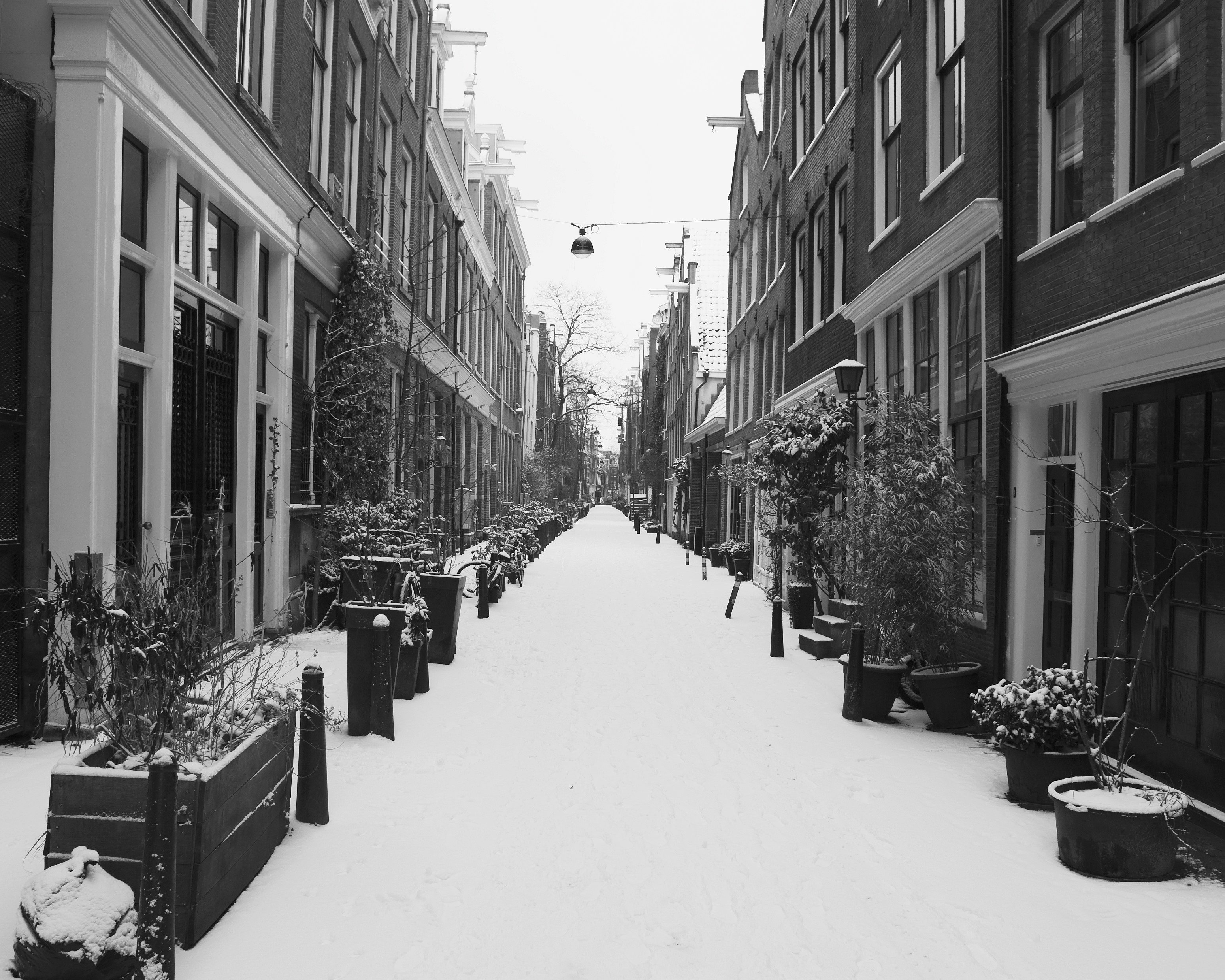
Maagdelijk wit, zondagochtendsneeuw in de Jordaan

De Jordaan is een wijk in het centrum van de Nederlandse stad Amsterdam. De grenzen van de Jordaan worden gevormd door het water van de Prinsengracht, de Brouwersgracht, de Singelgracht en de Leidsegracht. In dit gebied wonen 19.545 inwoners (2023).

## Geschiedenis

### Tot de 19e eeuw
De Jordaan was een typische volksbuurt, waar veel ambachtslieden en kleine bedrijven waren gevestigd. De wijk kwam binnen de vesting van Amsterdam te liggen tijdens de Derde Uitleg in de eerste helft van de 17e eeuw. De stedenbouwkundige structuur van de wijk volgt de oorspronkelijke verkaveling met ontginningssloten van het polderlandschap dat er rond 1100 was aangelegd. Voor de aanleg van de Prinsengracht, de Keizersgracht en de Herengracht werd dat polderlandschap heringericht volgens een volkomen nieuw patroon in een halve cirkel om de oude stadskern. Daardoor liggen de straten en grachten van de Jordaan bijna allemaal schuin ten opzichte van de Prinsengracht en sluiten ze niet goed aan op de aangrenzende straten en bruggen van de welvarende grachtengordel. De gebrekkige aansluiting had ook tot gevolg dat men aan de uiteinden van de straten en grachten, huizen moest bouwen met een scherpe hoek of met een stompe hoek. Het begin van de oorspronkelijke, schuine veenverkaveling treft men nog aan bij de straten en stegen direct aansluitend op de ontginnings-as: de Nieuwendijk en de Kalverstraat, die samen de rivierdijk vormden langs de Amstel.

### 19e eeuw
In de eerste helft van de 19e eeuw heerste grote armoede in Amsterdam en sloeg het verval toe. Veel huizen stonden leeg en werden afgebroken. Toen in de tweede helft van de 19e eeuw de bevolking weer toenam was er een tekort aan betaalbare woonruimte voor arme mensen. De Jordaan raakte overbevolkt en verpauperde. Kinderrijke gezinnen woonden in afzonderlijk verhuurde 'wooncameren' en in kelders waar het grondwater omhoog kwelde. Eind 19e eeuw werden veel panden, merendeels met twee etages, afgebroken. Daarvoor in de plaats kwamen panden met vier etages, zelfs aan gangen. Hoe hoger men bouwde, des te minder licht en lucht kon toetreden tot de woningen. Zeker in de gangen werd het gebrek aan licht en lucht nijpend; de gangen en daaraan staande huizen vervielen tot sloppen en gangen. Schrijnend waren de woonomstandigheden in de smalle straten als de Tuinstraat en Goudsbloemstraat, en zeker in de vele gangen rondom de Goudsbloemgracht. Door de slechte woonomstandigheden, de gebrekkige hygiënische omstandigheden en erbarmelijke fysieke conditie van de bewoners braken er regelmatig epidemieën uit.
Halverwege de 19e eeuw zetten welgestelde Amsterdammers zich in voor verbeteringen op het gebied van de nauw verweven thema's: volksgezondheid en de volkshuisvesting. Men onderzocht of het mogelijk was krotwoningen af te breken en kostendekkend nieuwbouw te realiseren. De eerste woningbouwvereniging de Vereeniging ten behoeve der Arbeidersklasse te Amsterdam werd in 1852 opgericht. Deze Vereeniging zette zich er voor in dat het woonblok begrensd door de Willemsstraat, Lijnbaansgracht, Palmstraat en Palmdwarsstraat werd gesaneerd. Later volgden filantropische bouwmaatschappijen als De Jordaan, Bouwmaatschappij Concordia NV, Bouwonderneming Jordaan NV en Woningmaatschappij Oud-Amsterdam NV. De bouw van het Constantia woningbouwcomplex rondom een binnenhof aan de voormalige Goudsbloemgracht (Willemsstraat 149-165) tastte het karakter van de straat aan, aan de straatzijde was een blinde muur. Met de woningbouwexperimenten in de tweede helft van de negentiende eeuw was aangetoond dat in de Jordaan niet kostendekkend kon worden gebouwd. Daarnaast blokkeerde Arie Keppler, van 1915 tot 1937 directeur van de Gemeentelijke Woningdienst Amsterdam, plannen die de stedenbouwkundige structuur van de Jordaan ingrijpend zouden aantasten.
Hoewel het aanzien van de Jordaan in de tweede helft van de 19e eeuw langzaam maar gestaag veranderde, bleven sociale spanningen als gevolg van armoede en werkloosheid decennialang bestaan.
Op 25 juli en 26 juli 1886 probeerde de politie bij de 'Zaterdagse Brug' over de Lindengracht het spelen van het verboden spel 'palingtrekken' te verhinderen. Daarbij ontstonden rellen die bekend werden onder de naam het Palingoproer. Bij die volksopstand vielen 26 doden.

### 20e eeuw
Het dempen van grachten, betere hygiëne en gezondheidszorg, betere woningen, buurtwerk en onderwijs verbeterden de leefomstandigheden in de Jordaan geleidelijk, maar het bleef een wijk met veel armoede, werkloosheid en sociale problemen. Tijdens de crisisjaren brak op 4 juli 1934 het Jordaanoproer uit, met als directe aanleiding: de verlaging van de steunuitkeringen voor werklozen door het kabinet-Colijn II. Politie en leger sloegen het oproer neer. Er vielen vijf doden.
Een belangrijke vooruitgang was de aanleg van drinkwaterleidingen en riolering. De mensen kregen wc's zodat de strontkar, ook wel spottend de 'boldootkar' genoemd, eind 1934 uit het straatbeeld verdween.
Na de Tweede Wereldoorlog waren grote delen van de Jordaan nog in bouwvallige staat. Eeuwenlang had men gebrekkig gefundeerde panden gebouwd, die circa 50 jaar moesten meegaan. In de jaren vijftig maakte men plannen voor grootschalige sloop en nieuwbouw. Deze plannen konden niet op draagvlak rekenen. De stadsvernieuwing werd binnen de bestaande stedenbouwkundige structuur voortgezet. Daaraan ging een rumoerige periode van protest vooraf. Amsterdammers maakten zich zorgen over het verloren gaan van de historische binnenstad. Vanaf de jaren zestig is er veel gerestaureerd. Deels met subsidie zijn monumenten in oude staat teruggebracht. Ook werden veel woningen zonder diepgaand onderzoek naar de erfgoedwaarde ervan afgebroken. Uit kostenoverweging werd gekozen voor seriebouw en werden de karakteristieke stedenbouwkundige structuren verder aangepast, ten gunste van gesloten bouwblokken.
Zowel de oude als de nieuwe woningen waren klein en de behoefte aan meer ruimte in en om het huis (zoals een tuin) was toegenomen. Veel Jordanezen verkozen de ruimere nieuwbouw aan de rand van de stad in de Westelijke Tuinsteden of het (inmiddels) monumentale tuindorp Vogeldorp in Amsterdam-Noord of zelfs buiten Amsterdam in Purmerend en Almere. Vanaf de jaren zeventig gingen jongeren, studenten en alleenstaanden wonen in de slecht onderhouden panden. Zo ontstond een gemêleerde cultuur in de smalle straatjes, de cafés, de winkeltjes. Grote bedrijven als Venco aan de Lindengracht en Klene aan de Looiersgracht verhuisden naar industrieterreinen aan de rand van de stad of nog verder. Ook ambachtelijke bedrijven als smederijen, timmerwerkplaatsen verdwenen langzaamaan. Aan het einde van de 20e eeuw werd de wijk die eens gemeden werd vanwege de armoede die er heerste, ontdekt door groepen met hogere inkomsten en investeerders, en begon de gentrificatie van de wijk.
In de jaren 90 van deze eeuw vonden hier de opnames van de populaire politieserie Baantjer plaats.

### 21e eeuw
De Jordaan telde in 2011 circa 12.670 woningen, die bijna 19.000 bewoners huisvesten. Het zijn voornamelijk kleine etagewoningen, hoofdzakelijk gebouwd in de 19e eeuw of tijdens de stadsvernieuwing van de jaren zeventig en tachtig van de 20e eeuw. Achter 69% van de voordeuren is een eenpersoonshuishouden gevestigd. Slechts 13% van de huishoudens heeft inwonende kinderen. 63% van de huishoudens wordt gerekend tot de middeninkomens of hoge inkomensklasse. 23% van de woningen in de Jordaan is gekocht door de eigen bewoners. De overige 77% huurt de woning, veelal van een woningcorporatie. Ruim 1 op de 4 woningen is een sociale huurwoning die wordt verhuurd door woningcorporatie Ymere, de rechtsopvolger van het Gemeentelijk Woningbedrijf Amsterdam en vele Amsterdamse woningbouwverenigingen.

## Grachten
In de Jordaan lagen elf grachten: van noord naar zuid: Palmgracht, Goudsbloemgracht, Lindengracht, Anjeliersgracht, Egelantiersgracht, Bloemgracht, Rozengracht, Lauriergracht, Elandsgracht, Looiersgracht en Passeerdersgracht. De Leliegracht grenst aan de Jordaan en heeft weliswaar een bloemennaam, maar behoort niet tot de Jordaangrachten.
De in 1857 gedempte Goudsbloemgracht kreeg de naam Willemsstraat. De gedempte Anjeliersgracht heet sinds 1862 de Westerstraat. De Elandsgracht is in 1891 gedempt; de Lindengracht en de Palmgracht volgden in 1895. Redenen voor demping waren de slechte waterkwaliteit en de noodzaak ruimte te scheppen voor het toenemende verkeer. De in 1889 gedempte Rozengracht werd een belangrijke (tram)verbinding tussen het centrum en de wijken ten westen van de Singelgracht. Diverse plannen om grachten te ontdempen, stuitten op verzet van winkeliers en markthandelaren.

## Hofjes en forten
De Jordaan telde in 2017 negentien hofjes. Ooit waren het er meer. Het oudste bewaard gebleven hofje is het Sint Andrieshofje (1614) aan de Egelantiersgracht 105. Andere bekende hofjes zijn het Huiszittenweduwenhof (1650) aan de Karthuizersstraat 21 en het Hofje De Zeven Keurvorsten (1645) aan de Tuinstraat 197, een rijksmonument. Het Claes Claesz. Anslohofje werd in 1616 gesticht door Anslo en zijn vrouw om inwonend huishoudelijk personeel dat te oud was om te werken, te huisvesten. De strijd voor de restauratie van dit hofje in de jaren zeventig zorgde voor een keerpunt in het denken over de historische en bouwkundige waarde van de Jordaan.
Veel talrijker en belangrijker voor de geschiedschrijving van de Jordaan zijn de forten.

In 1775 heette de Willemsstraat het Franse Padt. Dat telde toen maar liefst 57 gangen. Eeuwenlang huisden verreweg de meeste bewoners van de Jordaan aan die gangen, die samen met binnenplaatsjes en aangrenzende panden 'forten' werden genoemd. Tussen de nummers 22 en 110 in de Willemsstraat is, op het trottoir, in 2015 een groot deel van de stedenbouwkundige structuur van rond 1775 gereconstrueerd, inclusief de daar aanwezige zes gangen. Een informatiepaneel aan de gevel van het pand nummer 22 geeft achtergrondinformatie. Veel gangen zouden volgens onderzoek al vóór 1614 zijn ontstaan. De gangen waren dikwijls genoemd naar de beroepen die er werden uitgeoefend. In de 19e eeuw zijn de forten steeds meer verwaarloosd en vervallen tot krotten en sloppen. Tien procent van deze zogenoemde forten bestaat nog, maar heeft niet altijd meer een woonbestemming.
De woningen van ambachtslieden aan een van de oudste gangen, de Pottenbakkersgang bij de Westerstraat, zijn in 2002 gedemonteerd in opdracht van de gemeente Amsterdam. De opstallen werden geschonken aan het Nederlands Openluchtmuseum in Arnhem. Voor een bedrag van € 7.500.000 werd hiermee in 2011 in het museum een stukje Jordaan gereconstrueerd. In het complex zijn een Jordaancafé, een postagentschap en een 'Turkenpension' ondergebracht.

## De naam Jordaan
Er zijn uiteenlopende veronderstellingen over de oorsprong van de naam Jordaan. Toen de Jordaan gebouwd werd, kreeg deze wijk de naam Het Nieuwe Werck. Pas in 1718 duikt de naam Jordaan voor de eerste keer op in een gedicht van Robert Hennebo genaamd Lof der Jenever. Met de Jordaan bedoelde men de Prinsengracht. Er volgen nog meer voorbeelden in 1719 en 1720, 1724 enz. Vanaf 1733 wordt de buurt in teksten als Jordaan aangeduid. Men spreekt dan van de buurt achter de Jordaan (Prinsengracht). Sommigen verwijzen naar het Fransepad; de latere Goudsbloemgracht, die na de demping in 1857 Willem(s)straat werd gedoopt, naar Koning Willem I.
Jan Ligthart heeft het over de naamgeving in zijn Jeugdherinneringen van 1911 als volgt: De Jordaan, de Amsterdamse, heeft niets te maken met de gelijknamige rivier in Kanaän. Vroeger waren er in deze volksbuurt der hoofdstad allemaal tuinen. Franse vluchtelingen, de 'réfugiés', vestigden zich daar en zij spraken van "les Jardins". Vandaar de naam. De gedachte dat de naam na de komst van hugenoten, of tijdens de Franse tijd in Nederland, is afgeleid van het Franse woord jardin ("tuin") legt een verband tussen de naam en de vele bloemennamen van Jordanese straten en grachten. Er zijn geen bronnen die deze gedachte bevestigen.
Er zijn nog meer naamsverklaringen. De naam van de wijk zou zijn afgeleid van de Jordanne, een riviertje in het Centraal Massief (Aurillac), waar een groep immigranten vandaan zou zijn gekomen. Er zou een familie hebben gewoond die de naam Jourdain droeg. En er was een gang die de Jordaens-Jordanengang genoemd werd. Misschien is de naam Jordaan ontstaan na verbastering van het woord jurisdictie tot 'jordiks', een verwijzing naar het gebied dat buiten de stadswallen lag, voordat het Nieuwe Werck (Jordaan) werd gebouwd. Ook wordt gedacht aan een verband met de voorgangers van de Doopsgezinde gemeente, die rond 1650 de doop verrichtte zoals Johannes de Doper dat deed in de Bijbelse Jordaan (Mattheüs 3).
De meest waarschijnlijk geachte verklaring is die van de Prinsengracht als de rivier de Jordaan, waarna de naam is overgesprongen op de buurt erachter. Mozes' woorden dat men de Jordaan niet mag oversteken (Deuteronomium 31:1-8) zijn wel spottend in verband gebracht met de Prinsengracht; iemand uit de rijke burgerij zou de rivier nimmer oversteken om in de armelijke buurt daarachter te komen. Maar ook dat is een hoogst discutabele verklaring, want indertijd was de wijk Jordaan zeker niet zo arm.

## Muziek
Tegen de achtergrond van schrijnende armoede ontstond een geromantiseerd beeld van opgewekte solidariteit tussen de kinderrijke en kleinbehuisde Jordanese families. Die saamhorigheid spreekt ook uit de liederen in het Jordaanrepertoire, waarin men de grote liefde voor de buurt, Mokum en de Ouwe Wester bezingt. Daarnaast klinkt in het Jordanese lied vaak de liefde voor het Italiaanse belcanto door. In de 20e eeuw bracht de Jordaan vele muzikale talenten voort, zoals accordeonvirtuoos Johnny Meijer en zangers met een typisch 'Mokums' stemgeluid, zoals volkszangers Johnny Jordaan, zijn neef Willy Alberti, zanger/bassist Manke Nelis, zangeres Tante Leen en de zanger Koos Alberts. Willy Alberti en Johanny Jordaan bezongen de wijk in Aan de voet van die oude Wester. Aan de rand van de Jordaan bij de hoek van de Prinsengracht en de Elandsgracht staan op het Johnny Jordaanplein de bronzen standbeelden van Johnny Jordaan, Tante Leen, Johnny Meijer, Jan Froger samen met Mien (zijn vrouw) en Manke Nelis. Sinds 1975 wordt rond de Elandsgracht het jaarlijkse Jordaanfestival gehouden. De laatste jaren vindt dat plaats op de dan voor het busverkeer afgesloten Appeltjesmarkt.

## Openbaar vervoer
De tramlijnen 13 en 17 rijden over de Rozengracht door de Jordaan. Van 1922 tot 1932 reed lijn 20 vanaf de Marnixstraat door de Westerstraat en had zijn eindpunt op de Noordermarkt.

## Markten
In de Jordaan zijn diverse markten zoals de zaterdagmarkt op de Lindengracht, de maandagochtend en zaterdagmarkt op de Noordermarkt en de maandagochtend (lapjes)markt in de Westerstraat. Het plein aan de voet van de Westertoren heet Westermarkt. Hier wordt geen markt gehouden.

## Bekende Jordanezen
- Rembrandt van Rijn. Nadat de wereldberoemde schilder in 1655 bankroet ging verkocht hij zijn woning in de toenmalige Breestraat, nu Jodenbreestraat, en betrok een huurwoning aan de Rozengracht in de Jordaan, waar hij woonde tot hij in 1669 overleed. Een gevelsteen in het huidige huis op Rozengracht 184 herinnert aan zijn voormalige woning. De steen werd in 1919 bij de herdenking van zijn 250ste sterfdag aangebracht.
- Kee Spek, speelde evenals andere vrouwen uit de Noord-Jordaan een belangrijke rol tijdens het Aardappeloproer (1917).
- Jan Klaassen, 17e-eeuwse inwoner van de Jordaan, echtgenoot van Katrijn Pieters, trompetter en poppenspeler die voortleeft als poppenkastfiguur.
- Jan Bouman, de 18e-eeuwse aannemer/architect.
- Theo Thijssen en Jan Ligthart, twee eind 19e eeuw in de Jordaan geboren volksjongens, die beiden beroemde pedagogen werden. Aan de eerste, behalve pedagoog ook een groot schrijver, is in de Jordaan een klein museum gewijd (Eerste Leliedwarsstraat 16). Een bronzen standbeeld te zijner ere staat op de Lindengracht bij de Brouwersgracht. Aan de Lindengracht 83-85 ligt het, naar de onderwijsvernieuwer genoemde, Jan Ligtharthuis. Aan de Anjeliersstraat 153-157 bevindt zich de Theo Thijssenschool.
- Johan Frinsel sr., schrijver-prediker, geboren en getogen in de Jordaan.
- Johnny Meijer, accordeonist.
- Johnny Jordaan, volkszanger.
- Willy Alberti, zanger, acteur en televisiepresentator.
- Cor Witschge, acteur, groeide op in de Jordaan.
- Koos Alberts, zanger, geboren en getogen in de Jordaan.
- René Froger, zanger, geboren in de Jordaan.
- Dries Roelvink, zanger, geboren in de Jordaan.
- Glennis Grace, zangeres, opgegroeid in de Jordaan.
- Billy Dans, zanger en tekstschrijver, geboren in de Jordaan.
- Lil' Kleine, rapper, opgegroeid in de Jordaan.
- Hans Liberg, musicoloog en cabaretier, geboren in de Jordaan.
- Willem Holleeder, kreeg bekendheid als een van de ontvoerders van biermagnaat Freddy Heineken, geboren in de Jordaan.
- Justin Kluivert, voetballer, opgegroeid in de Jordaan.
- Caroline van der Leeuw (Caro Emerald, The Jordan), zangeres, geboren en opgegroeid in de Jordaan.
- Tante Leen, zangeres, geboren en opgegroeid in de Jordaan.
- Flavio Pasquino, geboren in Geleen maar woonde vervolgens hier 20 jaar. Later verhuisd naar Edam.

## Canon van Amsterdam
- Die Mooie Wester is venster nummer 43 van de Canon van Amsterdam.